# Some Great Videos
Some Great Videos es una colección de videos del grupo inglés de música electrónica, Depeche Mode, la mayoría de ellos, dirigidos estos por Clive Richardson y otros por Peter Care, publicada en formato de videocinta en 1985.

## Edición original
Fue la primera colección de videos del grupo, correspondiente a sus primeros álbumes, sin embargo se omitieron los videos del álbum A Broken Frame. Adicionalmente la colección contiene una interpretación en directo tomada del concierto The World We Live In and Live in Hamburg de ese mismo año.
Apareció tanto en VHS como en Betamax, así como en Laserdisc en América y en Japón.

| Some Great Videos |                                                 |          |  |
| N.º               | Título                                          | Duración |  |
| 1.                | «Just Can't Get Enough» (vídeo, 1981)           |          |  |
| 2.                | «Everything Counts» (vídeo, 1983)               |          |  |
| 3.                | «Love, in Itself» (vídeo, 1983)                 |          |  |
| 4.                | «People Are People» (vídeo Different Mix, 1984) |          |  |
| 5.                | «Master and Servant» (vídeo, 1984)              |          |  |
| 6.                | «Blasphemous Rumours» (vídeo, 1984)             |          |  |
| 7.                | «Somebody» (vídeo, 1984)                        |          |  |
| 8.                | «Shake the Disease» (vídeo, 1985)               |          |  |
| 9.                | «It's Called a Heart» (vídeo, 1985)             |          |  |
| 10.               | «Photographic» (en vivo en Hamburgo en 1984)    |          |  |

| Tema exclusivo en la edición americana |                                    |          |  |
| N.º                                    | Título                             | Duración |  |
| 11.                                    | «A Question of Lust» (vídeo, 1986) |          |  |

La edición americana de la colección se publicó hasta 1986 e incluye un video del álbum Black Celebration de ese año, el cual fuera el último video dirigido por Clive Richardson para Depeche Mode.

## Reedición
En 1998 la colección se relanzó en Europa retitulada simplemente Some Great Videos 81>85, en acompañamiento y con un arte de portada idéntico al del disco The Singles 81>85 de ese año.
El contenido fue el mismo de la edición original de 1985 y de los últimos materiales del grupo destinado exclusivamente a formato de videocinta, siendo así que los videos de los primeros cinco años de Depeche Mode no estuvieron disponibles en formato digital DVD hasta 2006.

| Some Great Videos 81>85 |                                                 |          |  |
| N.º                     | Título                                          | Duración |  |
| 1.                      | «Just Can't Get Enough» (vídeo, 1981)           |          |  |
| 2.                      | «Everything Counts» (vídeo, 1983)               |          |  |
| 3.                      | «Love, in Itself» (vídeo, 1983)                 |          |  |
| 4.                      | «People Are People» (vídeo Different Mix, 1984) |          |  |
| 5.                      | «Master and Servant» (vídeo, 1984)              |          |  |
| 6.                      | «Blasphemous Rumours» (vídeo, 1984)             |          |  |
| 7.                      | «Somebody» (vídeo, 1984)                        |          |  |
| 8.                      | «Shake the Disease» (vídeo, 1985)               |          |  |
| 9.                      | «It's Called a Heart» (vídeo, 1985)             |          |  |
| 10.                     | «Photographic» (en vivo en Hamburgo en 1984)    |          |  |

## Créditos
Clive Richardson - Dirección de los videos de Just Can't Get Enough, Everything Counts, Love, In Itself, People Are People, Master And Servant, Blasphemous Rumours, Somebody, Photographic en vivo y A Question of Lust.
Peter Care - Dirección de los videos de Shake the Disease e It's Called A Heart.
Depeche Mode - David Gahan, Martin Gore, Andrew Fletcher y Alan Wilder. Vince Clarke fue miembro de Depeche Mode solo en 1981 por lo que aparece únicamente en el video de Just Can't Get Enough que es a su vez el único en donde no aparece Alan Wilder.
El vídeo que aparece en esta colección de People Are People no es en su versión estándar. La que aparece es una mezcla variante del tema, en este caso subtitulada Different Mix, la cual es la versión en 12 pulgadas de ese sencillo.

## Datos
- El título Some Great Videos fue tomado del disco Some Great Reward de 1984, que era el último álbum de estudio al momento en que apareció por primera vez la colección y del que habían salido más videos.

- Del disco Construction Time Again de 1983 solo se realizaron dos videos, Everything Counts y Love, in Itself. Es el único álbum de estudio del grupo del cual solo dos canciones se han desprendido como sencillos.

- Además de los sencillos del disco A Broken Frame, en la colección se omitió también el video de la canción Get the Balance Right! que fue un sencillo aislado de Depeche Mode en 1983.

- Debido a que Speak & Spell de 1981 es el primer álbum de Depeche Mode solo se realizó el video de la canción Just Can't Get Enough.

- La edición mexicana de la colección, con sus once videos correspondientes como versión americana, apareció con el nombre Los Mejores Videos.